# ロイコ染料

クリスタルバイオレットラクトンのロイコ体と発色体の変化、ハロクロミズム。

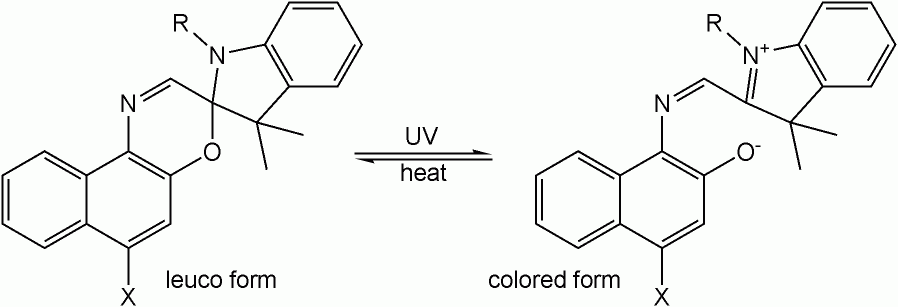
紫外線照射により誘起されるロイコ体と発色体の間の変化、フォトクロミズム。

ロイコ染料（ロイコせんりょう、ロイコはギリシャ語でleukos「白」から）とは、2種の化学種（その一方は無色）の間を変化できる染料である。可逆的変化としては熱、光あるいはpHによるものがあり、それぞれサーモクロミズム、フォトクロミズム、ハロクロミズムの例である。 不可逆的変化として典型的なものには還元または酸化によるものがある。無色型は時にロイコ体と呼ばれる。
ロイコ染料は感熱式サーマルプリンターに用いる感熱紙やある種のpH指示薬の原理となる。
感熱紙は、見かけ上はサーモクロミズムであるが、ロイコ染料が熱で融解して顕色剤（固体酸性物質）と反応することで発色するので、原理的にはハロクロミズムである。

## 例
最も知られた例としては、硫化染料と建染染料の応用がある。そのうちインディゴは古典的な例である。これは特徴的な紫色を呈するが、水には全く不溶であり、つまり直接衣類には染められないということである。その代わり、還元すると水に溶けるが無色のインディゴ白（ロイコインディゴともいう）になる。インディゴ白に浸した布地を外に出すと、染料はすぐ空気中の酸素と結合し、不溶性で強く発色するインディゴに変化する。還元工程は典型的には亜ジチオン酸ナトリウム、ヒドロキシアセトンと水素、あるいは電気化学的方法により行われる。

インディゴ白 (ロイコインディゴ)
インディゴ

オキサジンのスピロ体には無色のロイコ染料がある。これは分子中のオキサジンと他の芳香環部分が 、sp3混成スピロ炭素により分断されている。分子の一部のプロトン化、紫外線照射（フォトクロミズムを参照）や、その他の種類の変化を受けると、スピロ炭素とオキサジンの間の結合が切断されて開環し、スピロ炭素はsp2混成軌道を獲得して平面状になり、芳香環基が回転して、そのπ軌道は分子の他の部分と連なり、共役系が形成されて、可視光光子を吸収できるようになるため、着色して見える。
他のロイコ染料の例としては、クリスタルバイオレットラクトンがある。これは、ラクトン体では無色またはわずかに黄色いが、低いpHではプロトン化され、強い紫色を呈する。他の例では、フェノールフタレインやチモールフタレインがあり、これらは酸性から中性のpHでは無色だが、アルカリ性ではピンクまたは青になる。他の例には多数の酸化還元指示薬があり、これらは特定の電極電位で発色体と無色体の間の可逆的変化を受ける。